# Generał Antonio Ricardos przy armacie

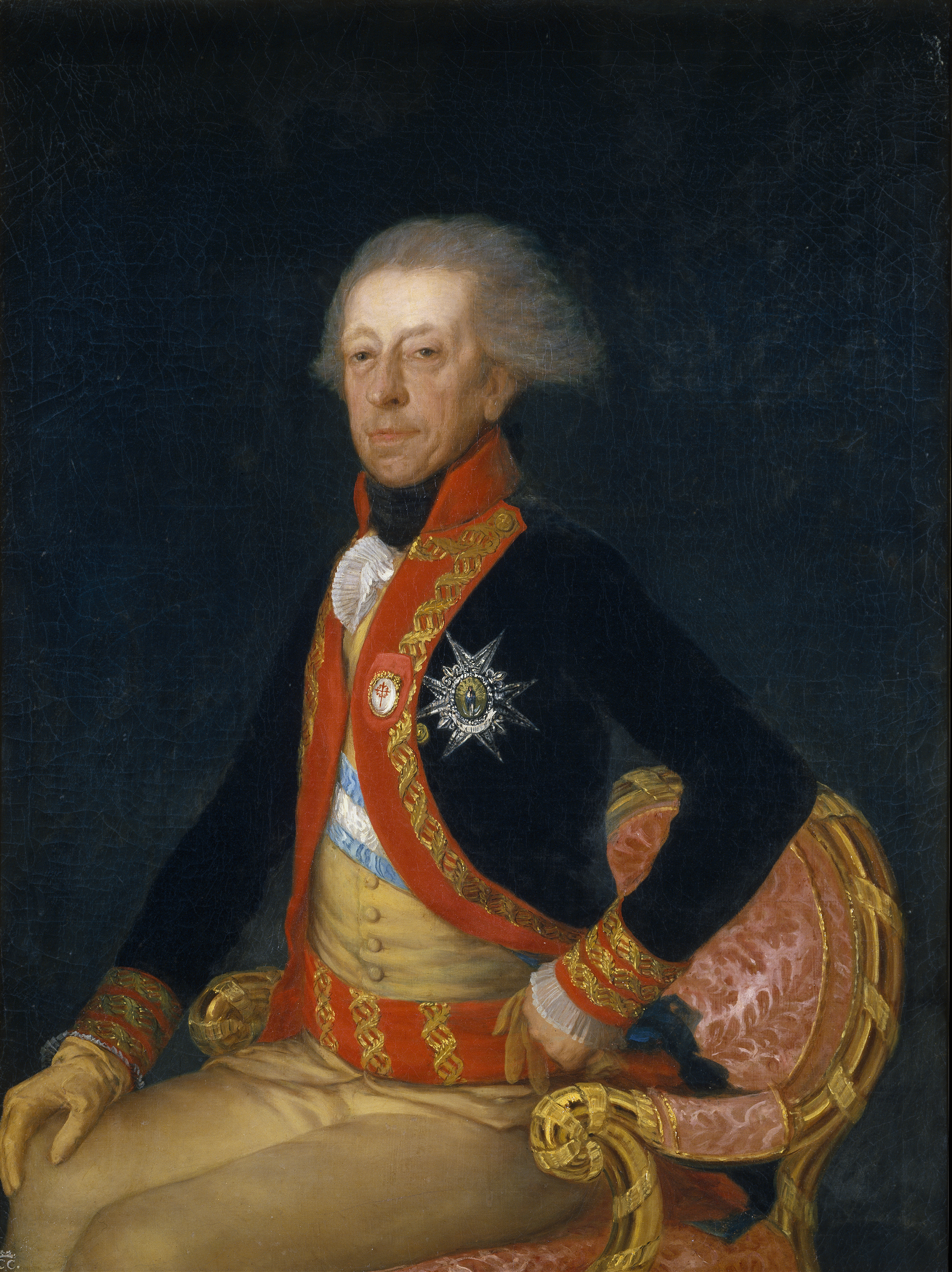
Generał Antonio Ricardos, Prado, 112 × 84 cm

Generał Antonio Ricardos przy armacie (hiszp. El general Ricardos, ante su cañón de batalla) – obraz olejny hiszpańskiego malarza Francisca Goi (1746–1828). Portret przedstawiający generała Antonia Ricardosa należy do prywatnej kolekcji markizy wdowy de la Montilla w Sewilli. W 2013 został zdeponowany w Królewskiej Akademii Sztuk Pięknych św. Ferdynanda.

## Okoliczności powstania
Generał Antonio Ricardos (1727–1794) był utalentowanym dowódcą i reformatorem wojska, a także człowiekiem oświecenia, miłośnikiem poezji, muzyki i sztuki. Za swoje liberalne poglądy zesłano go do Guipuzkoa, został zrehabilitowany dopiero pod koniec życia. Wyróżnił się, zadając klęskę Francuzom w bitwie pod Truilles we wrześniu 1793. Z tej okazji powstał portret pół-postaciowy, który mógł być studium do większego obrazu z armatą. Oba portrety zostały namalowane po bitwie, wskazują na to widoczne na mundurze generalskie szlify (capitán general), które otrzymał 22 września 1793. Generał zmarł w marcu 1794 na zapalenie płuc.

## Opis obrazu
Generał Ricardos stoi ze skrzyżowanymi nogami, oparty o armatę, na której położył kapelusz. Jego lewe ramię wydaje się wskazywać na front bitwy, w której osiągnął zwycięstwo. Nosi mundur generała, na którym widoczne są insygnia Zakonu Santiago i Wielki Krzyż Orderu Karola III z biało-niebieska wstęgą. Ciemny kolor kaftana kontrastuje z jaśniejszymi odcieniami spodni i kamizelki. Uwagę widza przyciąga burzowe niebo, nadające kompozycji nieco ponury charakter.

## Atrybucja
Profesor historii sztuki z Uniwersytetu w Saragossie Arturo Ansón Navarro uważa, że portret z armatą jest kopią autorstwa Agustína Esteve, która powstała po śmierci generała. Zwraca uwagę na istotne różnice w stylu i kolorystyce w stosunku do portretu pół-postaciowego z Prado. Według Ansóna u Esteve brak impastów i oryginalnych, śmiałych zabiegów artystycznych, które charakteryzują malarstwo Goi. Na portrecie z Prado na czole generała, który niedawno wrócił z pola bitwy, widoczny jest jasny ślad po kapeluszu, podczas gdy reszta twarzy jest opalona słońcem. Twarz Ricardosa na portrecie z armatą ma jednolitą karnację. Energiczny charakter i lekko ironiczny grymas generała są obecne jedynie na obrazie z Prado. Ansón uważa, że Goya nie wykonywał replik własnych obrazów z braku czasu. Esteve był wziętym kopistą Goi (znanych jest ponad 30 kopii jego pędzla) i chociaż wiernie imitował obrazy, jego styl w porównaniu do Goi był pospolity.
Antonio Bonet Correa, dyrektor Królewskiej Akademii Sztuk Pięknych św. Ferdynanda uważa, że obraz jest pędzla Goi, a jego autorstwo jest dobrze udokumentowane. O oryginalności kompozycji świadczy umieszczenie jedynie fragmentu, a nie całej armaty w kadrze obrazu. Również Nigel Glendinning opisał portret z armatą jako dzieło Goi w katalogu wystawy portretów Goya. La década de los Caprichos. Retratos 1792–1804 z 1992.

## Proweniencja
Obraz należał do portretowanego i jego rodziny. W 1794 był własnością markiza de Valencia del Alcor de Sevilla, a następnie Montilla w Sewilli. W 2013 Pilar Solís-Beaumont y Martínez-Campos córka markizów Motilla zdeponowała obraz w Królewskiej Akademii Sztuk Pięknych św. Ferdynanda w Madrycie. Depozyt jest odnawiany rokrocznie.